# Sphaerirostris opimus
Sphaerirostris opimus är en hakmaskart som först beskrevs av Lauro Travassos 1919.  Sphaerirostris opimus ingår i släktet Sphaerirostris och familjen Centrorhynchidae. Inga underarter finns listade i Catalogue of Life.